# كيني سانسوم
كيني سانسوم (بالإنجليزية: Kenny Sansom)‏ ، من مواليد 26 سبتمبر 1958 ، لاعب كرة قدم إنجليزي سابق.
لعب مع منتخب إنجلترا لكرة القدم ولعب مع نادي آرسنال
كينى سانسوم إسطورة فريق الأرسنال ومنتخب إنجلترا كان نجما بارعا في الملاعب الإنجليزية في الثمانينيات وكان الخيار الأول في الرواق الأيسر منذ عام 1979 حتى 1988 حيث خاض 86 مباراة دولية مع منتخب بلاده ولعب 314 مباراة مع الأرسنال وسجل فيها خمسة أهداف وكان يتقاضى 1200 جنيه إسترلينى إسبوعيا وكان هذا مبلغ ضخم.

## روابط خارجية
- كيني سانسوم على موقع قاعدة بيانات كرة القدم.إي يو (الإنجليزية)
- كيني سانسوم على موقع ناشيونال فوتبول تيمز (الإنجليزية)
- كيني سانسوم على موقع Soccerbase.com (لاعب) (الإنجليزية)
- كيني سانسوم على موقع عالم كرة القدم.نت (الإنجليزية)